# Acalolepta basigranulata
Acalolepta basigranulata là một loài bọ cánh cứng trong họ Cerambycidae.